# Opuntia bensonii
Opuntia bensonii ist eine Pflanzenart in der Gattung der Opuntien (Opuntia) aus der Familie der Kakteengewächse (Cactaceae). Das Artepitheton bensonii ehrt den US-amerikanischen Botaniker Lyman Benson.

## Beschreibung
Opuntia bensonii wächst strauchig bis baumförmig, verzweigt reich von nahe der Basis und bildet sehr dichte Gruppen mit Wuchshöhen von 2 bis 4 Meter. Es ist ein wohlausgebildeter Stamm vorhanden. Die grünen, nahe an den Areolen rötlich überhauchten, breit verkehrt eiförmigen Triebabschnitte sind bis zu 30 Zentimeter lang und 20 Zentimeter breit. Die auf ihnen befindlichen zahlreichen, leuchtend gelben Glochiden sind 5 bis 6 Millimeter lang. Die fünf bis neun nadeligen Dornen sind weiß und besitzen eine dunklere Spitze. Sie erreichen eine Länge von 2,2 bis 3,5 Zentimeter. Die aus den unteren Teilen der Areolen entspringenden Dornen sind spreizend und zurückgebogen, die ein bis drei Dornen der oberen Teile der Areolen sind abstehend.
Die leuchtend gelben Blüten erreichen eine Länge von bis zu 3,5 Zentimeter und einen Durchmesser von 2,5 Zentimeter. Die rötlich purpurfarbenen, verkehrt konischen bis birnenförmigen Früchte sind essbar. Sie sind mit zahlreichen Glochiden besetzt und werden 6 bis 7 Zentimeter lang.

## Verbreitung und Systematik
Opuntia bensonii ist in den mexikanischen Bundesstaaten Guerrero, Michoacán und Jalisco verbreitet.
Die Erstbeschreibung erfolgte 1972 durch Hernándo Sánchez-Mejorada.

## Nachweise